# Desmodium glabrum
Desmodium glabrum är en ärtväxtart som först beskrevs av Philip Miller, och fick sitt nu gällande namn av Dc. Desmodium glabrum ingår i släktet Desmodium och familjen ärtväxter. Inga underarter finns listade i Catalogue of Life.